# Вилијамстаун (Кентаки)
Вилијамстаун (енгл. Williamstown) град је у америчкој савезној држави Кентаки.

## Демографија
По попису из 2010. године број становника је 3.925, што је 698 (21,6%) становника више него 2000. године.
| Група             | 2000.         | 2010.         |
| Белци             | 3.142 (97,4%) | 3.695 (94,1%) |
| Афроамериканци    | 2 (0,1%)      | 70 (1,8%)     |
| Азијати           | 14 (0,4%)     | 7 (0,2%)      |
| Хиспаноамериканци | 47 (1,5%)     | 111 (2,8%)    |
| Укупно            | 3.227         | 3.925         |